# ルネ・ド・フランス
ルネ・ド・フランス（フランス語: Renée de France, 1510年10月25日 - 1574年6月12日）は、フェラーラ公エルコレ2世・デステの妃。イタリア語名ではレナータ・ディ・フランチャ（Renata di Francia）と呼ばれた。

## 生涯
フランス王ルイ12世と王妃アンヌ・ド・ブルターニュの次女として、ブロワで生まれた。ルイ12世の子供は他に長女クロードしかおらず、サリカ法によりルネたち姉妹の又従兄にあたる傍系のアングレーム伯フランソワが王位継承者となった。フランソワはクロードと結婚し、ルイ12世が1515年に没するとフランソワ1世として即位した。母アンヌはその前年に死去している。
早くに母を失ったルネは、スービーズ夫人の献身により育てられた。ルネには母を通じてブルターニュ公国の継承権があったが、のちに継承権放棄の見返りとして、義兄フランソワからシャルトル公爵夫人とされた。子供時代の侍女の一人にイングランド人アン・ブーリンがおり、ルネはアンの優しさをいつまでも忘れなかった。
1528年4月、ルネはフェラーラ公アルフォンソ1世の跡継ぎエルコレと結婚した。ルネには、フランソワ1世から十分すぎるほどの持参金と年金が贈られた。新しいルネの宮廷は、科学と芸術が暗黙の内に認められた、学者ベルナルド・タッソやフルヴィオ・ペレグリーニらを擁する、進歩的な場所だった。
1534年10月31日、夫が公爵位を継いだ。エルコレは、ローマ教皇パウルス3世への忠誠の誓いに力を尽くし、反フランスに鞍替えした。エルコレはフランス勢力を除くことに一生懸命になり、節約のためとして宮廷に抱えていた詩人や学者を次々と解雇に追い込んだ。迫害されてイタリアを追われたジャン・カルヴァンが、ルネの宮廷へ現れたのは1536年だった。ルネは国外のインテリでプロテスタント同調者らと文通をしており、1550年頃、福音式で聖餐を娘ら信者らとともにした。宗教改革の波はフェラーラにも及び、1545年からフェラーラでも宗教裁判による特別法廷が導入された。数人の福音シンパに死刑判決が下され、俗人の手により処刑された。
ついに、エルコレは妻ルネを異教徒だと告訴した。ルネは捕らえられ、プロテスタント信仰を撤回しても全財産は没収されるとされ、圧力に屈したルネは1554年にはもう一度ミサを受けさせられた。
1559年10月にエルコレが死に、ようやくルネは解放された。後を継いだ長男アルフォンソ2世は母を冷遇したので、ルネは1560年にフランスの私領地モンタルジ（現在のロワレ県にある）へ移り住んだ。当時、長女の夫ギーズ公フランソワが、カトリック派の頭領となっていた。彼の権力はフランソワ2世の死で急激に衰えたが、ルネはモンタルジでユグノーを集めて信仰の場所をつくることが可能になった。時には、彼女の城は義理の息子に迫害された人々の避難所にもなった。
1563年、彼女の振る舞いはカルヴァンに賞賛された。彼の死の床から急送された最後の手紙は、ルネに宛てて書いたものだった。宗教戦争が激化するうち、モンタルジの城は安全な隠れ家ではなくなっていった。一方、たまたまパリに滞在していたルネは、サン・バルテルミの虐殺に遭遇し、ユグノーらを何人か救い出した。この時、虐殺の先頭に立っていたのは孫のギーズ公アンリだった。カトリーヌ・ド・メディシスは彼女に手出しができなかった。
1574年、ルネはユグノーとして亡くなった。

## 子女
- アンナ（1531年 - 1607年）　ギーズ公フランソワと結婚。死別後、第2代ヌムール公ジャック・ド・サヴォワと再婚。
- アルフォンソ2世（1533年 - 1597年）
- ルクレツィア・マリーア（1535年 - 1598年）　ウルビーノ公フランチェスコ・マリーア2世・デッラ・ローヴェレと結婚
- ルイージ（1538年 - 1586年）　フェラーラ司教。オック枢機卿